# Conca del Salto
Conca del Salto este o arie protejată (sit de importanță comunitară — SCI) din Italia întinsă pe o suprafață de 291 ha, integral pe uscat.

## Localizare
Centrul sitului Conca del Salto este situat la coordonatele 36°49′07″N 14°44′03″E / 36.8187°N 14.7341°E.

## Înființare
Situl Conca del Salto a fost declarat sit de importanță comunitară în octombrie 2012 pentru a proteja 1 specie de animale.

## Biodiversitate
Situată în ecoregiunea mediteraneană, aria protejată conține 9 habitate naturale: Peșteri inaccesibile publicului, Tufărișuri termo-mediteraneene și de pre-deșert, Sarcopoterium spinosum phryganas, Păduri de Olea și Ceratonia, Păduri de Platanus orientalis și Liquidambar orientalis (Platanion orientalis), Izvoare petrifiante cu formare de travertin (Cratoneurion), Păduri de Quercus ilex și Quercus rotundifolia, Pante stâncoase calcaroase cu vegetație casmofită, Pseudostepă cu ierburi și specii anuale de Thero-Brachypodietea.
La baza desemnării sitului se află o specie protejată de  reptile: elaphe situla (Zamenis situla)
Pe lângă speciile protejate, pe teritoriul sitului au mai fost identificate 10 specii de plante, 1 specie de amfibieni, 6 specii de nevertebrate.